# ميلدريد كورنمان
ميلدريد جين كورنمان (10 يوليو 1925 - 20 أغسطس 2022)، (وُصفت أيضًا باسم ريكي فاندوسن)، هي مُمثلة وعارضة أزياء وسيدة أعمال ومصورة أمريكية.
ولدت كورنمان في هوليوود. هي الشقيقة الصغرى للممثلة ماري كورنمان. 

## روابط خارجية
- ميلدريد كورنمان في قاعدة بيانات الأفلام على الإنترنت
- ميلدريد كورنمان على موقع IMDb (الإنجليزية)
- ميلدريد كورنمان على موقع قاعدة بيانات الفيلم (الإنجليزية)